# Michał Kozorys
Michał Kozorys – (ur. 1980) polski dyrygent, doktor habilitowany sztuk muzycznych.

## Życiorys
W 2005 r. ukończył studia na specjalności dyrygentura chóralna oraz wychowanie muzyczne w Akademii Muzycznej im. Stanisława Moniuszki w Gdańsku. W 2012 roku uzyskał stopień doktora sztuk muzycznych w dyscyplinie artystycznej dyrygentura broniąc pracę doktorską pt. "Danziger Passion Georga Philippa Telemanna - przykład śpiewów pasyjnych kościoła protestanckiego w Gdańsku w XVIII w.", której promotorem był prof. Marcin Tomczak. W 2019 roku habilitował się na podstawie pracy zatytułowanej Płyta CD „VOX BALTICA. Sacral choral works of the Baltic region. Sakralna muzyka chóralna regionu Morza Bałtyckiego”.
Pracuje na stanowisku profesora Uczelni na Wydziale Dyrygentury Chóralnej, Muzyki Kościelnej, Edukacji Artystycznej, Rytmiki i Jazzu Akademii Muzycznej im. Stanisława Moniuszki w Gdańsku.
Pracuje także w Szkole Muzycznej I st. im. G. Bacewicz w Gdańsku-Wrzeszczu, prowadząc chór dziecięcy oraz orkiestrę smyczkową.
Jest założycielem i dyrygentem chóru kameralnego Supra Vocalis Ensemble. Jest dyrygentem Gdańskiego Chóru Lekarzy działającego przy Okręgowej Izbie Lekarskiej w Gdańsku. W latach 2006-2011 pełnił funkcję asystenta dyrygenta  Akademickiego Chóru Uniwersytetu Gdańskiego.
W latach 2007-2017 był koordynatorem regionalnym ogólnopolskiego projektu MKiDN „Akademia Chóralna – Śpiewająca Polska”, wspierającego rozwój chórów szkolnych.
Za swoją działalność artystyczną i dydaktyczną otrzymał wielokrotnie Nagrody Rektora Akademii Muzycznej w Gdańsku oraz Nagrody Dyrektora Zespołu Szkół Muzycznych w Gdańsku-Wrzeszczu. W 2010 roku był nominowany do Nagrody Miasta Gdańska dla Młodych Twórców w Dziedzinie Kultury. W roku 2012 otrzymał Srebrną Odznakę Honorową Polskiego Związku Chórów i Orkiestr, a w 2014 roku otrzymał Odznakę Honorową Zasłużony dla Kultury Polskiej nadaną przez Ministra Kultury i Dziedzictwa Narodowego. W roku 2020 został odznaczony Brązowym Krzyżem Zasługi nadanym przez Prezydenta RP.

## Pełnione funkcje w Akademii Muzycznej im. Stanisława Moniuszki w Gdańsku
- Prodziekan Wydziału Dyrygentury Chóralnej, Muzyki Kościelnej, Edukacji Artystycznej, Rytmiki i Jazzu (2012-obecnie)
- Członek Rady Dyscypliny Artystycznej (kadencja 2021–2025[5])